# Gillian Vigman
Gillian Vigman (* 28. ledna 1972 Morristown, New Jersey, USA) je americká herečka a komička.
Vystudovala Colgate University, následně působila v Chicagu v improvizační skupině Improv Olympic a v komediální divadelní skupině The Second City. V televizi debutovala v roce 1998 drobnou rolí v seriálu Bůžek lásky. Po přestěhování do Los Angeles účinkovala v letech 2003–2004 ve skečovém televizním pořadu Mad TV. Ve filmu debutovala roku 2006 ve snímku Budiž světlo, toho roku také působila v hlavní roli v seriálu Sons & Daughters. V dalších letech se objevila například ve filmech Pařba ve Vegas (2009), Pařba v Bangkoku (2011), Králové léta (2013), Pařba na třetí (2013) či Forever My Girl (2018). Ve vedlejších rolích působila v seriálech Obhájci (2010–2011), Zajatci předměstí (2011–2013), Nová holka (2011–2018) a Lopez (2017), v hlavní roli se představila v seriálech Life Sentence (2018) a Star Trek: Lower Decks (od 2020).